# هیلو: ضربه اسپارتان
هیلو: ضربه اسپارتان‌ (به انگلیسی: Halo: Spartan Strike) یک بازی ویدئویی تیراندازی شوتم آپ است، که در دنیای علمی تخیلی نظامی هیلو اتفاق می‌افتد. این بازی جایگزینی برای بازی حمله اسپارتان است، که توسط ۳۴۳ اینداستریز و ونگارد گیمز ساخته شده است. این بازی توسط استودیو مایکروسافت در ۱۶ آوریل ۲۰۱۵ برای آی‌اواس، مایکروسافت ویندوز و ویندوز فون انتشار یافت. در طول روند بازی، بازیکنان نقش اسپارتان سرباز معروف داخل بازی را بر عهده می‌گیرند. بازیکنان از سلاح‌ها، توانایی‌های لباس و وسایل نقلیه جدید در ۳۰ مأموریت استفاده می‌کنند.
توسعه دهندگان بازی از بازتاب‌های منفی نسخه هیلو: حمله اسپارتان درس گرفتند و آنها را در این نسخه از بازی رفع کردند. در ابتدا قرار بود این بازی در اواخر سال ۲۰۱۴ عرضه شود، اما روند توسعه هیلو: مجموعه مستر چیف توسعه این بازی را کند کرد و باعث شد تا این نسخه در سال ۲۰۱۵ عرضه شود. ضربه اسپارتان نقدهای متفاوتی دریافت کرد. این بازی در واقع یک نسخه بهبود یافته از نسخه قبلی یعنی حمله اسپارتان بود، و تنها نقص‌های بازی ویژگی‌های کم بخش چند نفره بازی بود.

## گیم پلی

تصویری از گیمپلی بازی

این نسخه از سری بازی هیلو یک بازی تیراندازی شوتم آپ است که از دید بالا به پایین استفاده می‌کند (نمونه در تصویر). بازیکنان یک سرباز را کنترل می‌کنند و با انواع سلاح‌ها، توانایی‌ها و وسایل نقلیه با دشمن مبارزه می‌کنند. گیم پلی بازی شبیه به نسخه قبلی است ' . کنترل بازی بروزرسانی جزئی داشته و تغییری در آن دیده نمی‌شود. بازیکنان می‌توانند قبل از شروع مأموریت، سلاح‌های اولیه خود را سفارشی کنند و قابلیت‌های جدید اضافه کنند، همچنین می‌توانند درجه سختی بازی را تغییر دهند. سلاح‌ها و پاور آپ‌ها (بسته‌های افزایش قدرت) با ایکس پی خریداری می‌شوند. بازیکنان با انجام مأموریت و افزایش سختی مراحل ایکس پی بیشتری به دست می‌آورند. اهداف بازی پاکسازی مناطق، زنده ماندن از امواج دشمن، محافظت از هم تیمی یا رسیدن به نقاط پایانی هستند.

## داستان
هیلو:ضربه اسپارتان در دو قسمت اتفاق می‌افتد: قسمت اول در طول رویدادهای هیلو ۲ و قسمت دوم پس از رویدادهای هیلو ۴ است. بازیکن یک ابرسرباز اسپارتان چهارم است که نیروهای شورای امنیت سازمان ملل را در برابر کانونت‌ها در جنگی رهبری می‌کند.

## توسعه
برای تولید اولین بازی موبایل سری هیلو ،اینداستریز ۳۴۳ با ونگارد گیمز همکاری کرد تا نسخه قبل یعنی حمله اسپارتان را توسعه دهد. دلیل انتخاب ونگارد به دلیل سابقه درخشان در ساخت بازی‌های شوتم آپ بود. سرانجام بازی در در سال ۲۰۱۳ با نقدهای متفاوت منتشر شد. در سال ۲۰۱۴ شرکت‌های توسعه دهنده ساخت دنباله بازی را اعلام کردند. در ساخت دنباله، توسعه‌دهندگان بر روی قسمت‌هایی از بازی تمرکز کردند که نقدهای منفی در داشتند.

## بازتاب
| گردآورنده | امتیاز                              |
| --------- | ----------------------------------- |
| متاکریتیک | ای او اس:۸۶/۱۰۰ رایانه شخصی: ۶۶/۱۰۰ |

| ناشر        | امتیاز |
| ----------- | ------ |
| گیم‌اسپات    | ۷۰/۱۰۰ |
| آی‌جی‌ان      | ۷۲/۱۰۰ |
| TouchArcade | [ ۹ ]  |

بازی نقدهای متفاوتی را از منتقدان دریافت کرد، جمع امتیازهایش در متاکریتیک برای رایانه شخصی ۶۶/۱۰۰ و در نسخه ای او اس بازی نمره‌های مثبت بیشتری دریافت کرد و در مجموع امتیاز ۸۶/۱۰۰ را کسب کرد.